# Strzelba Benelli M3
Benelli M3 (Super 90) – strzelba typu pump action bądź samopowtarzalna zaprojektowana oraz produkowana przez włoskie przedsiębiorstwo Benelli Arms. Do M3 można załadować maksymalnie osiem nabojów; posiada zastrzeżony samopowtarzalny system Benelli, pierwszy raz użyty w modelu M1. Użytkownik może wybrać między trybem samopowtarzalnym a pump action.

## Konstrukcja
Używanie systemu pump action jest wymagane podczas strzelania nabojami o słabszej mocy - np. gumowymi - kiedy to odrzut nie jest na tyle mocny, żeby napędzić system samopowtarzalny. Tryb samopowtarzalny może być więc użyty przy strzelaniu mocniejszą amunicją, dzięki pochłanianiu sporej części odrzutu. Przełączanie pomiędzy dwoma trybami możliwe jest dzięki dźwigni znajdującej się z przodu broni, pod lufą.
Benelli M3 jest ulepszoną wersją Benelli M1. M3 wykorzystuje ten sam system samopowtarzalny jak wcześniej M1, ale z dodanym innym patentem Benelli, który pozwala użytkownikowi na zablokowanie systemu samopowtarzalnego, zmianę na pump action i z powrotem w ciągu kilku sekund. Przełącznik znajduje się z przodu, za czółenkiem i ma kształt wyżłobionego pierścienia. Obrót pierścienia pozwala ustawić tryb pump poprzez odblokowanie czółenka i zablokować samopowtarzalny system odrzutu lub zablokować przedni chwyt, pozwalając na automatyczną akcję.
Benelli M3 posiada zmieniany chwyt; użytkownik może wybrać chwyt tradycyjny bądź pistoletowy.
Model M3 Super 90 dostępny jest w modelach o różnej długości lufy oraz dwóch rodzajach chwytów, ze stałą bądź składaną kolbą. Dostępne są wersje z otwartymi celownikami przeznaczonymi do strzelb lub karabinów, celownikami przeziernikowymi, rozmaitymi kolimatorami oraz lunetami o niskim przybliżeniu, a także z latarkami lub celownikami laserowymi.

## Modele
Benelli M3 występuje w kilku wersjach, szczególnie często jako M3 Super 90. Istnieje też krótsza wersja - przez co łatwiejsza w transporcie - używana przez policję.